# Abadía de Bordesley

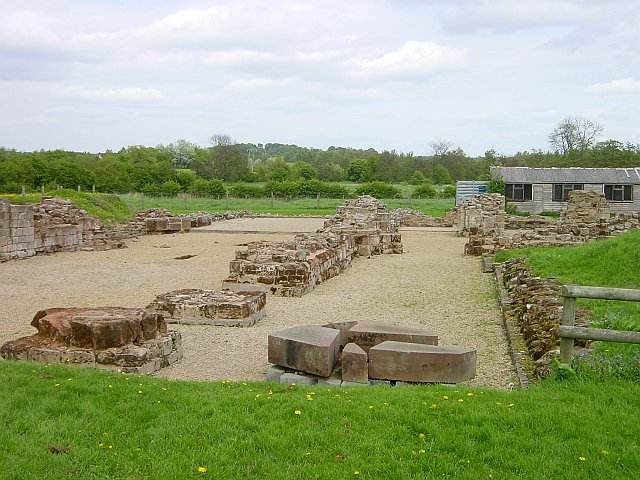
Excavaciones arqueológicas en la Abadía de Bordesley.

La Abadía de Bordesley (o Bordesley Abbey) fue una abadía cisterciense del siglo XII próxima a la ciudad de Redditch, en Worcestershire, Inglaterra.
La abadía de Bordesley fue una vez un importante centro eclesiástico local, con el control político del antiguo ciudad de Tardebigge. Sin embargo, la importancia de la abadía se perdió durante el desmantelamiento. Fue demolida en 1538 durante la disolución de los monasterios decretada por Enrique VIII y la propiedad fue vendida. Las ruinas son sitio arqueológico desde 1969, estudiado por la Universidad de Reading en su Bordesley Abbey Project o Proyecto de la Abadía de Bordesley. Los resultados del proyecto pueden verse en el Centro de Visitantes y en el Museo del Sitio conjuntamente con el Forge Mill Needle Museum.

## Descripción
La abadía está ubicada en el distrito de Redditch en Worcestershire, en la orilla sur del río Arrow, cerca de donde se encuentra con el arroyo Batchley. Los hallazgos arqueológicos del Proyecto de la Abadía Bordesley de la Universidad de Reading indican que el centro de la abadía era el edificio de la iglesia, ubicado en una colina, con su lado occidental en zona de pendiente. Este hecho facilitaba deslizamientos por lo que se agregaron contrafuertes para reforzar la estructura del edificio, también en los siglos  XIII y XIV. La abadía fue el lugar de enterramiento de Guy de Beauchamp, 10.º conde de Warwick, cuya familia había estado entre sus benefactores.
Las ruinas de la abadía hoy consisten en los restos de los muros de la nave de la iglesia, descubiertos en parte, y otras dependencias del monasterio que permanecen enterradas como el molino y los talleres. El sitio es administrado por el Forge Mill Needle Museum, que proporciona acceso a la ruina de la abadía. La abadía fue calificada por la institución Historic England como monumento protegido desde 1957.

## Historia
La Abadía de Bordeseley fue fundada durante el período de la historia de Inglaterra conocido como La Anarquía, los tiempos sin ley y orden que siguieron al ascenso al trono Esteban de Blois. Los historiadores generalmente fechan la fundación de la abadía en 1138, cuando Waleran de Beaumont, Conde de Meulan y Worcester, archivó la carta fundacional. Pero otra carta similar fue registrada por la Reina Matilde en los Anales de Winchcombe, fechada en 1136 y atestiguada por el mismo Waleran. Después de la Batalla de Lincoln en 1141, Waleran cambió su lealtad hacia Esteban por Matilde y posiblemente cedería su derecho a la abadía en favor de Matilde.
Waleran instituyó la abadía como un monasterio para los monjes cistercienses hasta entonces residentes en la abadía de Garendon, Leicestershire. El nuevo terreno, en el valle del río Arrow, era pantanoso en aquella época así que los monjes tuvieron que drenar la tierra y desviar el río para procede a la construcción. Inicialmente las instalaciones se hicieron en madera, y con el tiempo en piedra. Hacia 1150 se terminó la iglesia y el resto del monasterio se completó en periodos sucesivos hasta principios del siglo XIV. La abadía de Bordesley prosperó rápidamente, hasta el punto de fundar tres abadías filiales: Merevale, en 1148, Flaxley, en 1151 y Stoneleigh, en 1155. La abadía adquirió extensos territorios en los que se producían para su venta cereales, lana, etc. Para ello, desde inicio del siglo XIII, disponía de unas veinte granjas por el Worcestershire y el Warwickshire, en un radio de 35 kilómetros (o 22 millas) desde la abadía. En el siglo XIII se levantaron una portería y una capilla en el extremo oeste del recinto. Esta capilla, la capilla de San Esteban, sobrevivió a la abadía disuelta y continuó siendo utilizada de parroquia; fue demolida en 1805 cuando se construyó una nueva iglesia en el centro de la ciudad de Redditch.
La abadía cerró el 17 de julio de 1538 durante la supresión de los monasterios llevada a cabo por el rey Enrique VIII, cuando su último abad, John Day, entregó la tierra y las propiedades al rey. Las tierras fueron vendidas por Enrique el 23 de septiembre de 1538.

### Abades de Bordesley
- William, atestiguado hacia 1160
- Hamo, atestiguado hacia 1170
- William, quien abandonó el cargo en 1188
- Richard, de 1188 a 1199
- William de Stanley, elegido en 1199, fallecido en 1204
- William de Pershore, atestiguado en 1205
- Philip, attesté en 1217, fallecido en 1223
- Philip, atestiguado en 1244
- John, atestiguado hacia 1273
- Henry, atestiguado en 1275
- Thomas Orlecote, elegido en 1277
- William de Heyford, elegido en 1293
- John de Edveston, elegido en 1309
- William de Berkhampstead, atestiguado en 1317 y 1319
- John de Acton, elegido en 1361
- John Braderugge, elegido en 1383
- Richard, atestiguado en 1384
- John, atestiguado en 1415
- Richard Feckenham, atestiguado en 1433
- John Wykin, atestiguado en 1445
- William Halford, elegido en 1452
- William Bidford, atestiguado en 1460
- Richard, atestiguado en 1511
- John Day, atestiguado hacia 1519, dimitido en julio de 1538